# Maks Bryn
Maks Bryn, także Brin (ur. 16 lipca 1884 w Łodzi, zm. ok. 1940−1943) – polski aktor żydowskiego pochodzenia, który zasłynął głównie z ról w przedwojennych żydowskich filmach i sztukach teatralnych w języku jidysz. Występował w Teatrze Eldorado. 
Zginął prawdopodobnie w getcie warszawskim.

## Filmografia
- 1936: Judel gra na skrzypcach – Marszelik
- 1936: Za grzechy
- 1937: Ślubowanie
- 1937: Błazen purymowy – Szames
- 1937: Weseli biedacy
- 1938: Mateczka – Szames